# Росомаха (центр молодёжного туризма)
Камчатский центр молодёжного туризма «Росомаха» — социальный туристический проект, цель которого — сделать знакомство с Камчаткой доступным для небогатых людей, в первую очередь для молодёжи. Основатель проекта — старший преподаватель кафедры туризма в Российском государственном университете туризма и сервиса Александр Мещанкин.

## История
Проект вырос из диссертации Александра Мещанкина. В ней он показал, что концепция вовлечения домашних хозяйств в социальный туризм способствует снижению издержек и цен.
В 2009 году с помощью собственных средств и кредитных ресурсов первое здание центра недалеко от Петропавловска-Камчатского. В 2010 году он получил средства гранта Камчатского краевого фонда поддержки предпринимательства на оснащение гостевого домика. Всего на субсидирование социальных туров правительством Камчатского края было выделено с 2011 по 2013 годы около 10 млн рублей. 
В 2011 году за проект КМЦТ «Росомаха» Мещанкин получил премию Всероссийского конкурса «Социальный предприниматель-2011» и получил беспроцентный заём на 1,5 млн рублей сроком на пять лет. Средства были направлены на строительство специализированной туристской базы «Росомаха» в камчатских горах.

## Принцип работы
КЦМТ «Росомаха» работает по схеме «50 на 50»: половина гостей — это молодёжь, пенсионеры, семьи с детьми, им путёвки продают по льготным расценкам; вторая половина — более состоятельные клиенты (VIP и средний класс). Социальный сегмент является сегментом, покрывающим постоянные и часть переменных издержек, стандартный сегмент — покрывает другую часть переменных издержек и приносит прибыль.

## Услуги
Летом «Росомаха» принимает туристов из других регионов России и других стран, в зимний период в центр приезжают местные жители, желающие отдохнуть на природе.
Основная тур-программа предусматривает шестидневную поездку с катанием на собачьих упряжках и снегоходах, посещение горячих источников и знакомство с этнической культурой северных народов. 

На сегодняшний день Камчатский центр «Росомаха» включает в себя два гостевых дома. В среднем в год здесь останавливается до четырёх тысяч туристов, половина из них — «льготники».
В 2014 году началось строительство гостевого дома, сконструированного под условия приёма путешественников-колясочников.
В ближайших планах — создать вокруг «Росомахи» кластер туристических и сопутствующих предприятий.

## Социальная направленность
Для социального сегмента туристов действует 30-процентная скидка.
Центр спонсирует студентов, изучающих регион.

## Награды
- 2011 год: «Социальный предприниматель-2011», премия фонда «Наше будущее» Александру Мещанкину[3][4]
- 2012 год: диплом II ежегодной елизовской выставки-ярмарки туристических продуктов «Лето-2012»[4]
- 2013 год: сертификат VII Международной туристской выставки Intourmarket[4]